# Álvaro Lopes Cançado
Álvaro Lopes Cançado, conegut com a Nariz, (8 de febrer de 1912 - 19 de setembre de 1984) fou un futbolista brasiler.

## Selecció del Brasil
Va formar part de l'equip brasiler a la Copa del Món de 1938.